# Hélia Souza
Hélia Rogério de Souza Pinto dite Fofão, née le 10 mars 1970 à São Paulo, Brésil, est une ancienne joueuse brésilienne de volley-ball. Elle mesure 1,73 m et jouait au poste de passeuse. Elle a totalisé 340 sélections en équipe du Brésil. Elle a terminé sa carrière en mai 2015.

## Clubs
| Club                       | De        | À         |
| -------------------------- | --------- | --------- |
| Pão de Açúcar E.C.         | 1984-1985 | 1986-1987 |
| Paineiras E.C.             | 1987-1988 | 1989-1990 |
| São Caetano E.C.           | 1990-1991 | 1993-1994 |
| Tietê E.C.                 | 1994-1995 | 1994-1995 |
| Desportivo Transmontano    | 1995-1996 | 1995-1996 |
| São Caetano E.C.           | 1996-1997 | 1997-1998 |
| São Bernardo               | 1998-1999 | 1998-1999 |
| Minas Tênis Clube          | 1999-2000 | 2002-2003 |
| Rio de Janeiro Volêi Clube | 2003-2004 | 2003-2004 |
| Sirio Perugia              | 2004-2005 | 2006-2007 |
| CAV Murcia 2005            | 2007-2008 | 2007-2008 |
| São Caetano E.C.           | 2008-2009 | 2009-2010 |
| Fenerbahçe İstanbul        | 2010-2011 | 2010-2011 |
| Rio de Janeiro Volêi Clube | 2012-2013 | 2014-2015 |

## Palmarès

### Équipe nationale
- Jeux olympiques[2]
  -  1996 à Atlanta.
  -  2000 à Sydney.
  -  2008 à Pékin.
- Championnat du monde
  - Finaliste : 1994, 2006
- Coupe du monde
  - Finaliste : 1995, 2003, 2007
- Grand Prix Mondial
  - Vainqueur : 1994, 1996, 1998, 2004, 2006, 2008
  - Finaliste : 1995, 1999
- Jeux Panaméricains
  - Vainqueur : 1999
  - Finaliste : 1991, 2007
- Championnat d'Amérique du Sud
  - Vainqueur : 1995, 1997, 1999, 2003, 2007.
  - Finaliste : 1991, 1993.

### Clubs
- Championnat du Brésil
  - Vainqueur : 1992, 1999, 2002, 2013, 2014, 2015.
  - Finaliste : 1991, 1993, 2000, 2003.
- Coupe du Brésil
  - Finaliste : 2008.
- Championnat sud-américain des clubs
  - Vainqueur : 1992, 2001, 2013, 2015.
- Championnat du monde des clubs
  - Vainqueur : 2010[3]
  - Finaliste : 1992, 2013.
- Championnat d'Italie
  - Vainqueur : 2005, 2007.
- Coppa Italia
  - Vainqueur : 2005, 2007.
- Supercoupe d'Italie
  - Finaliste :2004.
- Ligue des champions
  - Vainqueur : 2006.
- Coupe de la CEV
  - Vainqueur : 2005, 2007.
- Championnat d'Espagne
  - Vainqueur : 2008.
- Coupe d'Espagne
  - Vainqueur : 2008.
- Supercoupe d'Espagne
  - Vainqueur : 2007.
- Supercoupe de Turquie
  - Vainqueur: 2010.
- Championnat de Turquie
  - Vainqueur : 2011.

### Distinctions individuelles
- Championnat sud-américain des clubs de volley-ball féminin 1992:Meilleure défenseur, meilleure passeuse et MVP.
- Grand Prix Mondial de volley-ball 1999: Meilleure passeuse.
- Grand Prix Mondial de volley-ball 2000: Meilleure passeuse.
- Championnat sud-américain des clubs de volley-ball féminin 2001:Meilleure passeuse et MVP.
- Coupe de la CEV féminine 2004-2005:Meilleure passeuse.
- Ligue des Champions de volley-ball féminin 2005-2006: Meilleure passeuse.
- Coupe de la CEV féminine 2007: Meilleure passeuse.
- Volley-ball féminin aux Jeux panaméricains de 2007:Meilleure passeuse.
- Championnat d'Amérique du Sud de volley-ball féminin 2007: Meilleure passeuse.
- Coupe du monde de volley-ball féminin 2007: Meilleure passeuse.
- Volley-ball féminin aux Jeux panaméricains de 2007: Meilleure passeuse.
- Ligue des Champions de volley-ball féminin 2007-2008: Meilleure passeuse.
- Jeux olympiques d'été de 2008: Meilleure passeuse[4].
- Championnat sud-américain des clubs de volley-ball féminin 2013: Meilleure passeuse.